# Acrodus
Acrodus is een geslacht van uitgestorven haaien, dat leefde van het Trias tot het Laat-Krijt.

## Beschrijving
Het lichaam van deze tweehonderdzeventig centimeter lange haai bevatte een rugvin, die werd ondersteund door een verlengde stekel, die aan de zijkanten was bezet met grove lengteribben, terwijl de bovenrand bezet was met kleine tandachtige uitsteeksels. Een lang basaal deel was ingebed in het zachte rugweefsel en werd ondersteund door het kraakbeen van een vin. Deze vin zelf kliefde door het water en zorgde voor het nodige evenwicht tijdens het zwemmen. In de onderstandige bek bevonden zich een reeks kleine, stevige tanden, die geschikt waren voor het kraken van voedsel. Om het voedsel verder te kunnen vermalen, liepen vanaf het krooncentrum van elke tand straalsgewijs grove richels. De laterale tanden bevatten sterk uitgegroeide kronen.

## Leefwijze
Deze traag zwemmende haai leefde dicht bij de zeebodem en voedde zich met mollusken en crustaceeën.

## Vondsten
Fossielen van deze vis werden overal ter wereld gevonden.

## Soorten
- Acrodus acuminatus
- Acrodus acutus
- Acrodus alexandrae
- Acrodus alpinus
- Acrodus anningiae
- Acrodus angustissimus
- Acrodus braunii
- Acrodus (Acronemus) bicarenatus
- Acrodus cuneocostatus
- Acrodus dolloi
- Acrodus falsus
- Acrodus flemingianus
- Acrodus gaillardoti
- Acrodus illingworthi
- Acrodus immarginatus
- Acrodus jaeckeli
- Acrodus kalasinensis
- Acrodus keuperinus
- Acrodus laevigatus
- Acrodus (Acrodonchus) lateralis
- Acrodus levis
- Acrodus microdus
- Acrodus (Acrodonchus) minimus
- Acrodus nitidus
- Acrodus nobilis
- Acrodus olsoni
- Acrodus oppenheimeri
- Acrodus orbicularis
- Acrodus oreodontus
- Acrodus pulvinatus
- Acrodus rugosus
- Acrodus salomoni
- Acrodus scaber
- Acrodus simplex
- Acrodus spitzbergensis
- Acrodus striatus
- Acrodus substriatus
- Acrodus sweetlacruzensis
- Acrodus undulatus
- Acrodus vermicularis
- Acrodus vermiformis
- Acrodus virgatus
- Acrodus wempliae